# José Antonio Eneque
José Antonio Eneque Soraluz (Lambayeque, 25 de mayo de 1959) es un ingeniero ambiental y político peruano. Fue alcalde de la provincia de Lambayeque de manera interina tras la renuncia de Alexander Rodríguez Alvarado en el año 2022.

## Biografía
Nació en Lambayeque el 25 de mayo de 1959, realizó sus estudios de ciencias biológicas en la Universidad Nacional Pedro Ruiz Gallo, posteriormente realizó una maestría con mención en ingeniería ambiental en esta misma. Ha sido elegido tres veces Regidor Provincial de Lambayeque por el periodo 2003-2006, 2007-2010 y 2019-2022, así mismo fue elegido como Consejero Regional de Lambayeque por el periodo 2011-2014. Anteriormente formó parte de los partidos políticos APRA y Fuerza Popular.
Desde el 9 de mayo del 2022 desempeña como Alcalde Provincial de Lambayeque tras la renuncia de Alexander Rodríguez Alvarado.